# Dactylopodola roscovita
Dactylopodola roscovita is een buikharige uit de familie Dactylopodolidae. Het dier komt uit het geslacht Dactylopodola. Dactylopodola roscovita werd in 1967 voor het eerst wetenschappelijk beschreven door Swedmark. 